# 中村学園大学

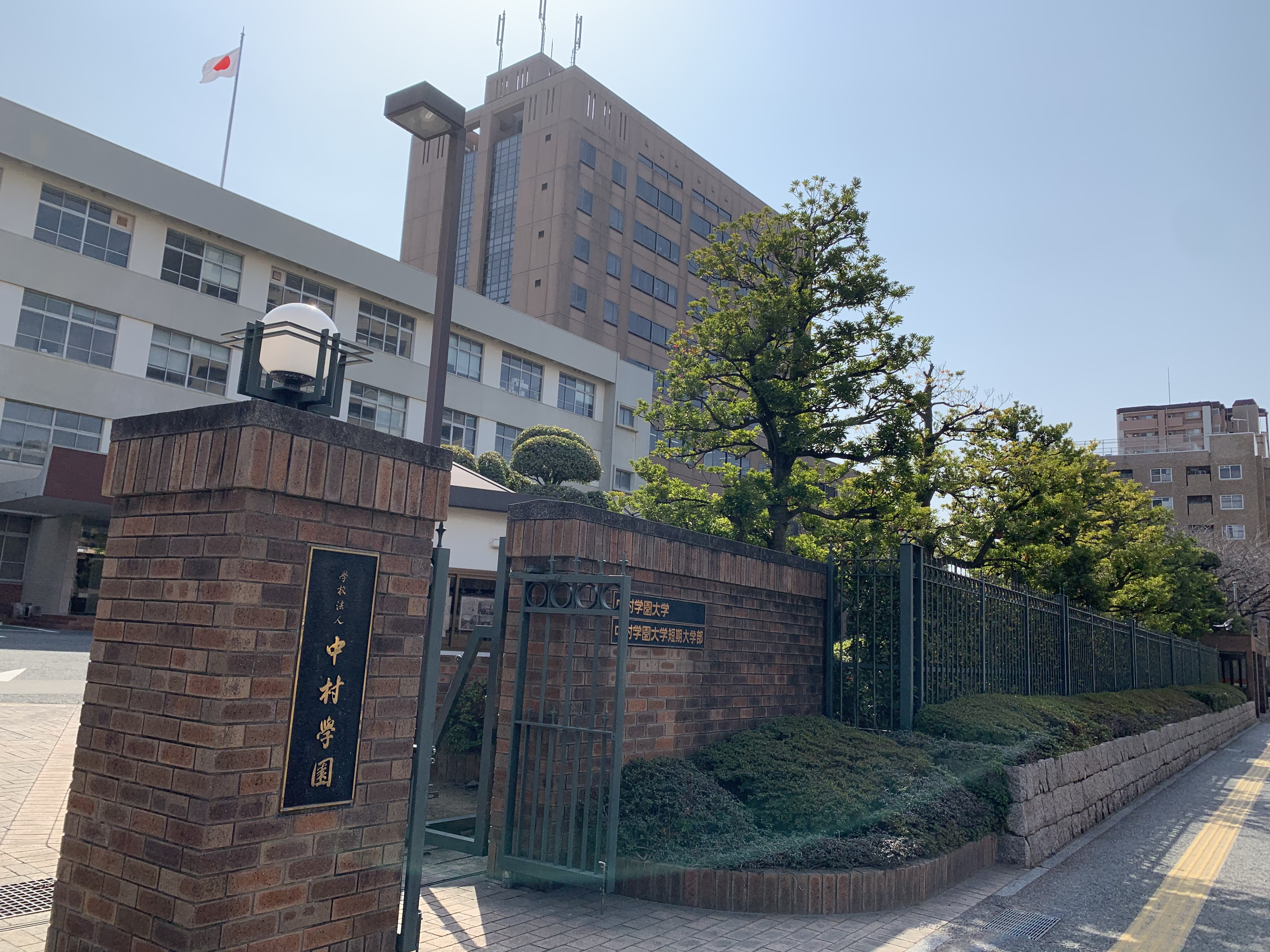
1号館側

中村学園大学（なかむらがくえんだいがく、英語: Nakamura Gakuen University）は、福岡市城南区別府五丁目7番1号に本部を置く日本の私立大学。1954年創立、1965年大学設置。大学の略称は中村学園大、中大（なかだい）。

## 沿革

### 略歴
学校法人中村学園の開校した最初の学校は1954年（昭和29年）に開校した福岡高等栄養学校（1958年廃止）である。その後1957年（昭和32年）に短期大学、1965年（昭和40年）に大学を開校した。

### 年表
- 1957年 中村栄養短期大学が開学（栄養科の単科短期大学）。
- 1959年 中村学園事業部開設。
- 1965年 中村学園大学が開学（家政学部）。
- 1967年 中村栄養短期大学に家政科を新設し、大学名を中村学園短期大学に改称。従来の栄養科は食物栄養科に改称。
- 1969年 中村学園短期大学に幼児教育科を新設。
- 1990年 大学院を開設（栄養科学研究科栄養科学専攻修士課程）。
- 1998年 中村学園短期大学を中村学園大学短期大学部に名称変更。
- 2000年 流通科学部流通科学科　開設。
- 2001年 短期大学部の家政科を家政経済科に改称。
- 2002年 家政学部食物栄養学科並びに児童学科（児童学専攻、児童教育学専攻）を栄養科学部栄養科学科並びに人間発達学部人間発達学科（幼児発達学専攻、児童発達学専攻）に改組。
- 2004年 大学院栄養科学研究科栄養科学専攻（博士後期課程）開設、栄養科学研究科栄養科学専攻（修士課程）を博士前期課程とする。大学院流通科学研究科流通科学専攻（修士課程）開設。
- 2005年 大学院人間発達学研究科人間発達学専攻（修士課程）開設。
- 2007年 短期大学部食物栄養科を食物栄養学科に、幼児保育科を幼児保育学科に名称変更。短期大学部家政経済科をキャリア開発学科に改組。
- 2011年 人間発達学部人間発達学科を教育学部児童幼児教育学科に改組。
- 2014年 学園創立60周年。
- 2015年 大学院人間発達学研究科を教育学研究科に改組。
- 2017年 栄養科学部フード・マネジメント学科を開設。

## 基礎データ

### 所在地
本部キャンパス（福岡市城南区）

## 教育および研究

### 組織
理事長 - 中村量一
学長 - 甲斐諭(～2020.10.31まで)→久保千春(2020年11月1日から令和5年10月31日)

#### 学部
- 栄養科学部
  - 栄養科学科
  - フード・マネジメント学科
- 教育学部 
  - 児童幼児教育学科
- 流通科学部
  - 流通科学科

#### 大学院
- 栄養科学研究科
  - 栄養科学専攻（博士前期課程・博士後期課程）
- 流通科学研究科
  - 流通科学専攻
- 教育学研究科
  - 教育学専攻

#### 短期大学部
- 食物栄養学科
- キャリア開発学科
- 幼児保育学科

- 詳細は中村学園大学短期大学部の記事を参照。

## 対外関係

### 国内
- 西部地区五大学連（九州大学・西南学院大学・福岡大学・福岡歯科大学・中村学園大学）
  - 2006年に教育・研究・地域との交流等に関する協定を5大学間において締結。

### 国外
- 崇仁医護管理専科学校（台湾・大林鎮、嘉義市）
- ハワイ大学 リーワード・コミュニティ・カレッジ（英語版） （アメリカ・ハワイ州）
- ボストン大学（アメリカ・マサチューセッツ州）
- 上海中医薬大学（中国・上海市）
- 2006年に、中国・国家発展改革委員会マクロ院公衆栄養・発展センターと中国初の栄養大学設立に関する基本協定を締結。

## 大学関係者と組織

### 大学関係者一覧
- 中村学園大学の人物一覧

## 施設

### キャンパス
1カ所のみ。ただし、福岡市城南区田島に田島グラウンドがある（かつての九州大学田島寮跡地）。

### 交通
- 福岡市地下鉄七隈線 別府駅
- 西鉄バス 中村大学前バス停下車

## 附属学校
- 中村学園女子中学校・高等学校
- 中村学園三陽中学校・高等学校
- 中村学園大学附属あさひ幼稚園
- 中村学園大学附属壱岐幼稚園
- 中村学園大学附属おひさま保育園